# Linothele agelenoides
Espèce
Linothele agelenoides est une espèce d'araignées mygalomorphes de la famille des Dipluridae.

## Distribution
Cette espèce est endémique du département de Meta en Colombie,. Elle se rencontre vers San Juan de Arama.

## Description
La carapace de la femelle holotype mesure 9,8 mm.

## Systématique et taxinomie
Cette espèce a été décrite par Bäckstam, Drolshagen et Seiter en 2023.

## Publication originale
- Bäckstam, Drolshagen & Seiter, 2023 : « Linothele agelenoides sp. n., a new species of Linothele Karsch, 1879 (Araneae, Dipluridae) from central Colombia. » Annalen des Naturhistorischen Museums in Wien, sér. B, vol. 125, p. 5-12.